# Floyd Martin
Floyd „Butch“ Martin (* 26. Juni 1929 in Floradale, Ontario; † 9. Juni 2023) war ein kanadischer Eishockeyspieler und -trainer.  

## Karriere
Floyd Martin begann seine Karriere als Eishockeyspieler bei den Waterloo Siskins und Guelph Biltmores, für die er jeweils ein Jahr lang im Juniorenbereich aktiv war. Anschließend rückte der Verteidiger zur Saison 1948/49 in die Seniorenmannschaft der Biltmores aus der Senior Ontario Hockey Association auf. In der Saison 1949/50 lief er erstmals für die Kitchener-Waterloo Dutchmen auf. Aufgrund seiner Religion weigerte sich der gläubige Mennonit in der Folgezeit an Sonntagen zu spielen und unterbrach seine Eishockeykarriere für ein halbes Jahrzehnt. In der Saison 1955/56 spielte er zunächst für die Elmira Polar Kings, ehe er zu den Kitchener-Waterloo Dutchmen zurückkehrte, mit denen er Kanada bei den Olympischen Winterspielen 1956 repräsentierte. In den folgenden vier Jahren blieb er bei den Dutchmen, mit denen er Kanada bei den Olympischen Winterspielen 1960 erneut repräsentierte. Die Saison 1960/61 verbrachte er bei der Amateurmannschaft Galt Terriers, ehe er von 1961 bis 1964 Stammspieler bei den Johnstown Jets aus der Eastern Hockey League war, bei denen er in der Saison 1962/63 zudem als Spielertrainer fungierte. Parallel zum Spielbetrieb mit den Jets, lief er in insgesamt drei Spielen für die Pittsburgh Hornets aus der American Hockey League sowie die Windsor Bulldogs aus der International Hockey League auf. 
In der Saison 1964/65 übernahm Martin das Amt als Cheftrainer bei den Kitchener Rangers. In der Saison 1967/68 war er nach zweijähriger Pause vom Eishockey als Spielertrainer für die Guelph Mercurys aus der Ontario Hockey Association tätig. Nach seiner Eishockeykarriere war er als Verkäufer von Luxusautos aktiv.  

### International
Für Kanada nahm Martin an den Olympischen Winterspielen 1956 in Cortina d’Ampezzo sowie 1960 in Squaw Valley teil. Bei den Winterspielen 1956 gewann er mit seiner Mannschaft die Bronze-, bei den Winterspielen 1960 die Silbermedaille.  

## Erfolge und Auszeichnungen
- 1956 Bronzemedaille bei den Olympischen Winterspielen
- 1960 Silbermedaille bei den Olympischen Winterspielen